# Château de Saint-Innocent
Le château de Saint-Innocent appelé également maison forte de la Rupelle, au Moyen Âge, centre de le seigneurie de Saint-Innocent, élevée au titre de baronnie en 1662, puis de marquisat en 1682, est une ancienne maison forte, du XIVe siècle, remaniée au XVIIIe et XIXe siècles, qui se dresse sur la commune de Brison-Saint-Innocent, une commune française, dans le département de la Savoie en région Auvergne-Rhône-Alpes.
Le château est la possession du comte de la Rupelle.

## Situation
Le château est érigé sur le territoire de l'ancienne commune de Saint-Innocent, près du lac du Bourget qu'il domine d'une hauteur de 120 m. De là, la vue s'étend aux deux extrémités du lac. Il commandait la route de Chambéry et d'Aix-les-Bains à Lyon et Seyssel.

## Histoire
Le château fut la possession de la famille d'Orlyé, probablement des origines, jusqu’à la Révolution française. Ils virent leurs terres, au milieu du XVIIe siècle, en 1662, érigées en baronnie puis, en 1682, en marquisat.
Cette famille nous est connue depuis 1348. En 1373, Jean Dorlier et après lui, en 1398, Arthaud d'Orlyé, sont seigneurs de Saint-Innocent. Ce dernier le cède à Humbert de Seyssel d'Aix, qui en a un temps la possession.
Colette d'Ameysin, fille de Pierre II d'Ameysin et d'Arthaude de Briord, dernière du nom, épouse, en 1385, noble Amédée d'Orlyé, seigneur de Saint-Innocent.
Lors de la Révolution, une partie des villageois montèrent au château, gardant rancœur contre le marquis du prix du rachat des droits féodaux à la suite d'un édit de 1771, prix qu'ils jugeaient excessif. Le marquis de Saint-Innocent, voyant cela et craignant pour sa personne, préféra s’enfuir. Catherine de Montolivet, sa femme, ayant émigré, le mobilier est vendu aux enchères, les terres et le château déclarées bien national. Les tourelles de flanquement de la porte d'entrée sont abattues. Le château est alors vendu à monsieur Joseph Comte, d'Aix, puis à monsieur Moreau, un chirurgien-major, qui s'en porte acquéreur.
Léonard-Félix Gigot de Villefaigne, son petit-neveu, le cède avec les terres avoisinantes, en 1837, au baron Charles-Artus de Silans, ingénieur des ponts et chaussées, contre une somme de 100 000 francs, qui l'achète avec le consentement du marquis de Saint-Innocent. Léonard-Félix Gigot partant vivre avec sa fille qui réside au château de Bourdeau.
Le domaine était laissé plus ou moins à l'abandon, et le château, occupé par des fermiers, était fort délabré lors de son acquisition par le baron. Fort de son passé, il s'évertua à transformer le château en une habitation « moderne » et en profita pour y aménager un parc.
Aujourd'hui, le château de Saint-Innocent appartient aux descendants du baron de Silans, les comtes  de la Rupelle ; la famille Boucher de la Rupelle, vieille famille française, fut anoblie en 1612.

## Description
La maison forte se compose de plusieurs bâtiments ; un corps de ferme, une maison d'habitation ainsi qu'une ancienne tour-résidence, communément appelé « La Tour », datée de 1314 par dendrochronologie.
La tour-résidence quadrangulaire, de 14 × 18 m de côté, haute aujourd'hui de trois étages sur rez-de-chaussée, comprend de vastes pièces. À l'origine, il devait y avoir un quatrième niveau terminé par une terrasse crénelée. Au XVIIIe siècle, elle aurait été dérasée à la suite de l'effondrement de sa partie supérieure, après un violent orage, et couverte alors par un toit à arêtes. Sa façade principale se distingue par les petites ogives géminées des fenêtres alors que la salle basse s'éclaire par des soupiraux. À l'intérieur on peut voir plusieurs fenêtres à coussièges et des cheminées à manteau.
Le logis, quant à lui, semble dater du XVIe siècle, comme le laisse supposer certains détails Renaissance ; les seigneurs de Saint-Innocent délaissant à cette époque la tour pour s'y installer. Il aurait été élevé en réutilisant une partie de mur d'anciens bâtiments ; le mur de la façade mesurant 1,30 m d'épaisseur. Il fut profondément remanié au XVIIIe et XIXe siècles.
S'agissant du corps de ferme, l'un de ses murs date de la haute antiquité ; fait de pierres assemblé à l'aide de chaux pure sans ajout de sable, il pourrait remonter à l'époque romaine.